# Pyrrhocorax
Pyrrhocorax é um género de aves da família Corvidae, onde são classificadas duas espécies de gralha. Estas gralhas são endémicas da Europa e têm plumagem negra, contrastante com as patas e bico colorido.

## Espécies
- Gralha-de-bico-amarelo (Pyrrhocorax graculus)
- Gralha-de-bico-vermelho (Pyrrhocorax pyrrhocorax)Referências

1. ↑  «BTO BirdFacts | Chough». blx1.bto.org (em inglês). Consultado em 29 de abril de 2018